# Centro Cultural Artesano
El Centro Cultural Artesano es un espacio cultural ubicado en el barrio Peñarol de Montevideo, Uruguay.

## Historia
El Centro Cultural Artesano fue construido originalmente entre 1883 y 1891 como centro comunitario para los empleados de la Central Uruguay Railway Company. Funcionó como lugar de recreación y formación vocacional para los trabajadores y sus familias. Con el paso de los años, se ha transformado de teatro a cine y de nuevo a centro cultural, reflejando las necesidades cambiantes de la comunidad. Fue renovado notablemente en 1937, adoptando un estilo Art Decó que sigue siendo parte de sus características arquitectónicas en la actualidad.

## Características
El recinto cuenta con un teatro clásico con pisos y butacas originales restaurados, junto con un escenario al aire libre. Es reconocido como uno de los teatros más antiguos de Uruguay. Las recientes renovaciones apuntaron a realzar su estética industrial y al mismo tiempo preservar su importancia histórica.

## Importancia cultural
El Centro Cultural Artesano sigue organizando diversos eventos, incluidas representaciones teatrales y actividades comunitarias.